# Opuntia microdasys

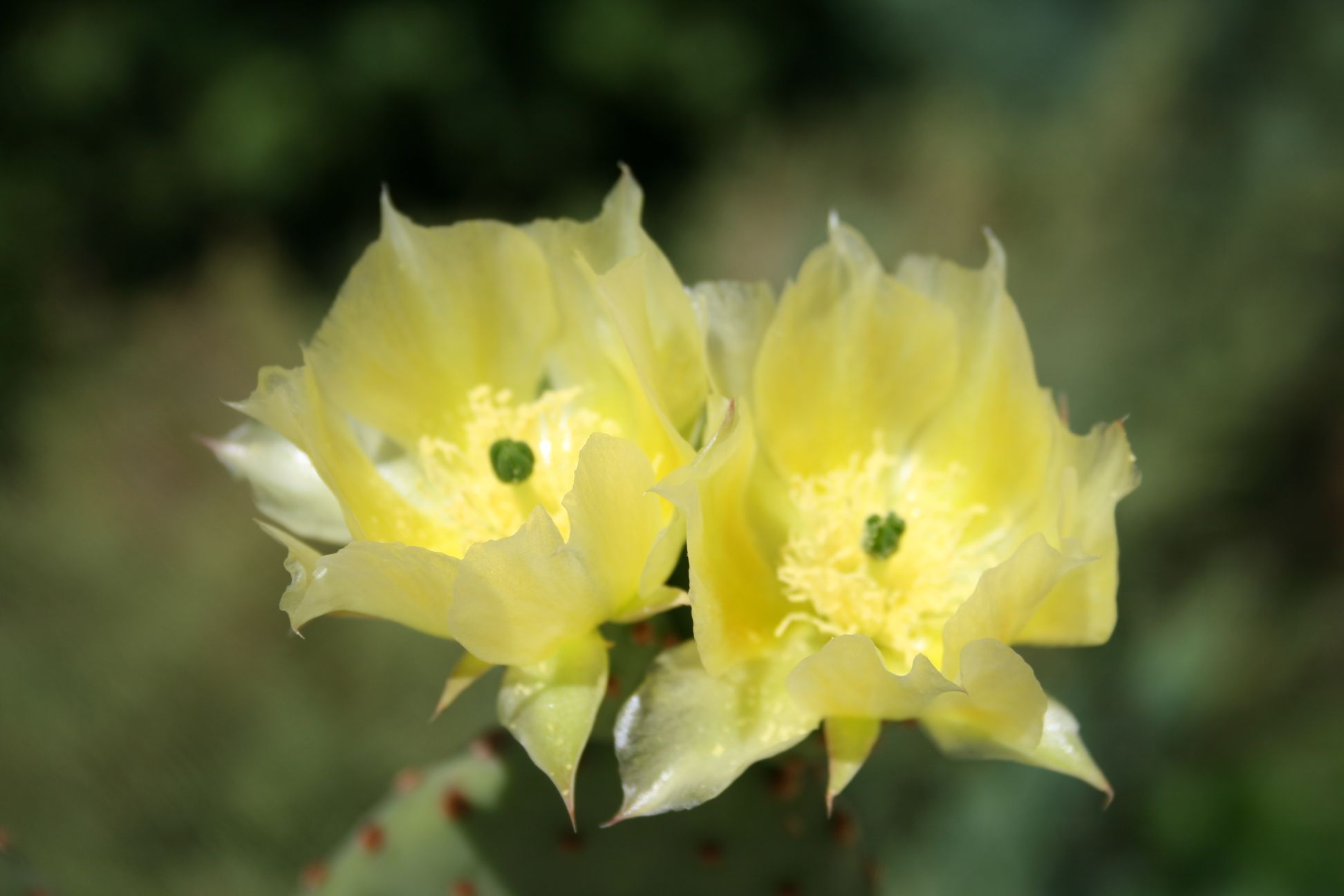
Flor

Opuntia microdasys és una espècie fanerògama de la família de les Cactàcies, nativa de Mèxic central i septentrional.
És un cactus molt ramificat, que pot formar densos arbusts d'un metre d'alçada o més. Els segments, de 8 a 15 cm de longitud, són ovals o oval-allargats de color verd groguenc i coberts de pilositat curta. Les grans arèoles es troben molt juntes unes de les altres, i d'elles sorgeixen densos gloquidis grocs o marrons. Les flors, d'uns 4 cm, són de color groc pàl·lid, amb les puntes vermelloses. Els estams i el pistil són blancs; estigma amb de 6 a 8 lòbuls.
L'espècie Opuntia rufida, estretament emparentada, difereix d'aquesta en els gloquidis, de color marró vermellós. El seu hàbitat es troba molt més al nord i a Texas occidental. Alguns botànics tracten ambdues espècies com una sola.

## Taxonomia
Opuntia microdasys va ser descrita per (Lehm.) Pfeiff. i publicada a Enumeratio Diagnostica Cactearum 154. 1837.

### Etimologia
- Opuntia: nom genèric que prové del grec usat per Plini el Vell per a una planta que va créixer al voltant de la ciutat d'Opunte a Grècia.[2]
- microdasys: epítet llatí que significa "petita i peluda".[3]

### Sinonímia
- Cactus microdasys Lehm.
- Opuntia macrocalyx Griffiths
- Opuntia microdasys var. albispina Fobe
- Opuntia microdasys var. laevior Salm-Dyck
- Opuntia microdasys subsp. microdasys
- Opuntia microdasys var. minor Salm-Dyck
- Opuntia microdasys var. pallida Borg[4]